# Dicranum assamicum
Dicranum assamicum är en bladmossart som beskrevs av Hugh Neville Dixon 1937. Dicranum assamicum ingår i släktet kvastmossor, och familjen Dicranaceae. Inga underarter finns listade i Catalogue of Life.